# وادي بو

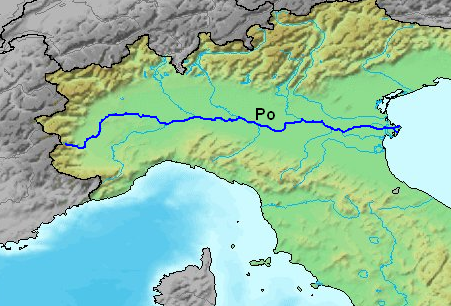
خريطة تظهر مجرى نهر بو في سهل بادان.

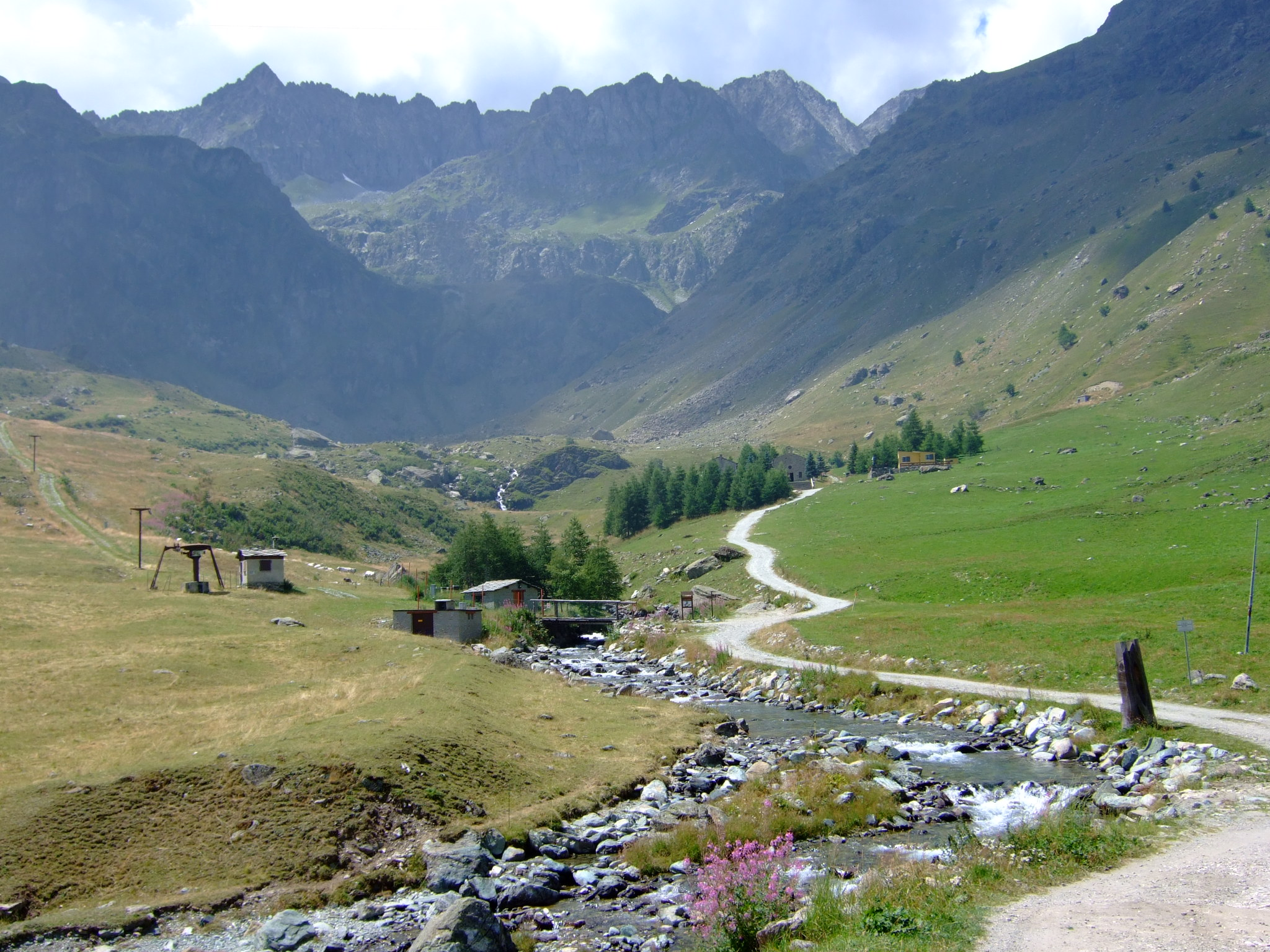
نهر بو قرب منبعه في جبال الألب.

مناطق إيطاليا وفقاً للحكومة الإيطالية. وفقاً لهيئة مياه حوض البو، يضم الوادي: 14) بييمونتي 2) أوستا 11) لومبارديا 20) فينيتو 10) ليغوريا 7) إميليا رومانيا 17) ترينتو 8) فريولي فينيتسيا جوليا.

وادي بو أو سهل نهر بو (بالإيطالية: Pianura Padana or Val Padana)‏ من المعالم الجغرافية الرئيسية فيإيطاليا. يمتد حوالي 650 كم (400 ميل) في الاتجاه الشرقي الغربي بما في ذلك نطاقه الفينيتي الموسع والذي لا يرتبط عمليًا بنهر بو. يمتد الوادي من جبال الألب الغربية إلى البحر الأدرياتيكي. غالبًا ما تعتبر الأرض المنبسطة من فينيتو وفريولي منفصلة حيث أنها لا ترفد نهر بو لكنها تتصل بوادي نهر بو دون وجود أي فاصل جغرافي.